# 日本動物支援協会
一般社団法人日本動物支援協会（にほんどうぶつしえんきょうかい、別表記JASA）は、東日本大震災をきっかけに始動した被災動物保護を通しての被災者支援活動を続けながら、ヒトと動物たちのよりよい共生を目指す。

## 概要
2011年3月11日の東日本大震災での避難所支援を通し、避難所の外や車の中で過ごすペットを仙台市青葉区芋沢のdogwoodで積極的に保護。被災者動物保護活動を通し、被災者支援を開始する。
公的支援に頼らず協力団体や一般ボランティアの支援を受け、震災から現在まで1日も休まず保護を継続中。
2012年1月27日に一般社団法人 日本動物支援協会を設立。
被災馬（ポニー）ティアラ他3匹を保護することで、ファーム事業を開始。
震災前に準備を始めていた「ヒトと動物の共生」「保護動物の殺処分0」を今後も目指す。

## 運営
dogwoodのfieldなどの敷地を利用しファームの在舎動物やシェルターの被災動物をあずかっている。公的支援の援助はなく、協力団体や一般ボランティアからの支援金で活動している。

## 活動

### アニマルシェルター（被災動物保護活動）
2011年3月14日から半壊した自宅・避難所の片隅や車で暮らしたり、福島県などで放浪していた犬・猫を積極的に保護し、dogwoodにて預かりを開始。　
ペットを保護することが、被災した方々への支援になると考え現在も無料で保護を続けている。
ペット可仮設住宅からの転居でペットを飼えなくなる状況などもありお預かりから里親希望への変更も増え、長期的な支援が必要となっている。　　
Newsweek (ニューズウィーク日本版) 2011年12月7日号に「日本を救う中小企業」としてdogwoodが掲載される

#### 被災保護動物頭数（2014.5.27現在）
- 震災後預かり総頭数469頭
- 里親決定犬81頭 里親決定猫49頭
- 滞在中犬21頭 滞在中猫24頭（一時預かり中合計＠17頭）
- 帰宅総数 242頭
- JASAで亡くなった頭数 35頭

一時期は約255匹を保護していたが、帰宅または一時預かりや里親の協力により45匹ほどになっている。ペット可仮設住宅からの転居でペットを飼えなくなる状況などもありお預かりから里親希望への変更も増え、長期的な支援が必要となっている。
3月に被災ペット慰霊祭を行っている

### ファーム （教育事業）
2012年7月南相馬市から行き場を失った被災馬ティアラを保護。同時にホースセラピーとして経験のあるポニーを迎える。
2013年6月復興支援の一環として山古志村からアルパカ5匹を貸与される。 ポニースクールやアニマルセラピーなど動物と子供たちが触れ合い、学べる環境を提供している。

### 被災者支援
- 仮設住宅へ物資・トリミング支援活動（2011年～現在も毎月継続）
- 中学校への支援・炊き出し（2011年）
- 野球への招待（風立プロジェクト支援 2012年）

## dogwoodおよびJASA関連書籍

### 発刊している書籍
- ロックとマック 東日本大震災で迷子になった犬（台湾版もあり）ドッグウッド; つがね ちかこ（イラスト） (2012年2月15日). ロックとマック 東日本大震災で迷子になった犬. 角川書店. ISBN 978-4046312181

- 待っている犬東日本大震災で被災した犬猫たちドッグウッド; 増谷克美（写真） (2012年2月25日). 待っている犬 東日本大震災で被災した犬猫たち. 角川書店. ISBN 978-4041101216

## 関連人物
- 松本秀樹：番組での紹介とともに、自身の団体「クラブ・ナチュラルドッグスタイル」から支援
- 柴田亜美：著作「ほごけん」にて紹介するとともにボランティアとしても参加
- 九十九一：ボランティアとして参加し、イベントにも協力
- 田中美奈子：ボランティアとして参加

## 主な協賛者・後援団体
- 宮城県震災復興広報
- クラブ・ナチュラルドッグスタイル - 松本秀樹さん
- 一般社団法人 盲導犬総合支援センター
- スコップ団
- All.For.One.Animal (A.F.O.A)
- wancha
- dogwood